# Epidendrum silvae
Epidendrum silvae är en orkidéart som beskrevs av Eric Hágsater och Vitorino Paiva Castro. Epidendrum silvae ingår i släktet Epidendrum och familjen orkidéer. Inga underarter finns listade i Catalogue of Life.